# Pałac Dziedzicznego Księcia
Pałac Dziedzicznego Księcia (szw.. Arvfurstens palats) - pałac znajdujący się w stolicy Szwecji Sztokholmie. Znajduje się w skwerze Gustawa Adolfa. 
Pałac Książęcy został zbudowany w latach 1783–1794 roku dla siostry Gustawa III, Zofii Albertyny. 
Pracami kierował Erik Palmstedt. Pałac i jego wystrój stanowią klasyczny przykład stylu gustawiańskiego. 
Od 1906 roku mieści się tu Ministerstwo Spraw Zagranicznych.